# Вардар филм
„Вардар филм Македония“ (на македонска литературна норма: „Вардар Филм Македонија“) е студио за производство и разпространение на филми в Скопие, Република Македония.

## История
Студиото е основано в 1947 година като „Вардар филм Скопие“ (Вардар Филм Скопје), единствената държавна продуцентска къща и е първата филмова къща в комунистическа Югославия. Студиото е важен продукционен център, създаващ собствени професионални и творчески кадри – режисьори, сценаристи, оператори, продуценти, монтажисти, сценографи, композитори, артисти, с оформена документарилистка школа. Студиото произвежда над 700 документални, кратки и анимирани филми. В 1952 година студиото произвежда първия игрален филм в Народна република Македония – „Фросина“ и отогава прави над 50 игрални филма. Най-големият му успех е интернационалната копродукция „Преди дъжда“ на сценариста и режисьор Милчо Манчевски в 1994 година, спечелил „Златен лъв“ на 51-вия Фестивал във Венеция и номиниран за Оскар за чуждестранен филм.
В 2000 година сметките на студиото са блокирани и на практика то престава да функционира. В 2013 година студиото е преобразувано във „Вардар филм Македония“. В 2017 година продуцентската къща получава наградата „Голяма звезда на македонския филм“.

## Сграда
Сградата на студиото, изградена в 1974 година, е обявена за паметник на културата.